# Orchestrades universelles
Les Orchestrades universelles sont une rencontre musicale d'orchestres de jeunes, aussi bien français qu'étrangers. Elles réunissent chaque année, au mois d'août à Brive-la-Gaillarde (Corrèze, France), quelques centaines de musiciens (âgés de 10 à 25 ans) du monde entier encadrés par des BAFA et hébergés en internat dans un lycée de Brive. 

Cette manifestation a été créée en 1984 à l'initiative de Simone du Breuil, présidente de la SOJE (Symphonie des Orchestres de Jeunes d'Europe). La direction musicale est assurée par Vincent Thomas (depuis 2009).
En 1993, le nombre de participants avait dépassé les 1100 musiciens et chanteurs, ce qui a valu aux Orchestrades son entrée dans le livre des records dans la catégorie "manifestation de musique classique".
En 1998 a été créé l'orchestre "Création d'un été" : des musiciens qui peuvent s'inscrire individuellement aux Orchestrades universelles. Il se compose de trois ensembles :
- Eole, correspondant aux orchestres d'harmonies et accueillant les instrumentistes à vent et percussions
- Pizzicatti, correspondant aux orchestres à cordes qui accueillent les instrumentistes à cordes
- Sinfonia, correspondant aux orchestres symphoniques

Chaque jour, les musiciens donnent des concerts gratuits dans de grands lieux historiques de Brive, dans les rues. Tous ces concerts sont gratuits et certains d'entre eux décentralisés dans le Pays de Brive. Pendant les dix jours, les musiciens répètent et préparent également le concert final.
À l'issue du festival, les jeunes musiciens se réunissent en un gigantesque orchestre. Dans l'espace des Trois Provinces, spécialement aménagé pour cette circonstance exceptionnelle, se déroule un concert enregistré et filmé qui attire chaque année plus de trois mille spectateurs. Pour cette occasion unique, une création contemporaine, commandée par l'État, est interprétée. Marcel Landowski, Alain Louvier, Jacques Petit, Claude-Henry Joubert, Jacques Charpentier, Gérard Calvi, Michel Colombier, Jean-François Zygel, Serge Folie, Yoshihisa Taira, Denis Badault, Henry Fourès, Piotr Moss, Bruno Regnier, Régis Campo, Dominique Spagnolo créèrent ainsi pour les Orchestrades des œuvres spécifiques pour grands orchestres. 
De nombreux chefs ont eu la chance de pouvoir diriger le concert final : Marc Ursule, Thierry Stallano, Ron Grübner, Bruno Conti, Martin Barral, Sébastien Billard, Dominique Spagnolo ou encore Stanislas Renoult.
Musique classique, contemporaine, traditionnelle, sacrée, rock, ethnique, jazz, électronique… les Orchestrades accueillent toutes les musiques. Parmi toutes les musiques jouées, une seule œuvre est reprise chaque année (depuis 1998) : "Le sachet d'or" composée par Serge Folie pour les Orchestrades et devenue Hymne de la ville de Brive.
Depuis 2004, une thématique est choisie chaque année pour le Concert final :
- 2004 : L'eau et la musique : éléments de vie
- 2005 : L'Aventure ! La Musique !
- 2006 : l'Europe en musique
- 2007 : Musique et Amitié
- 2008 : Musique et Cinéma
- 2009 : Musique populaire : bonheur partagé ! avec comme invité le chanteur Stanislas
- 2010 : Musique et Compositeurs

Les morceaux qui seront joués lors du concert final sont dévoilés au début des Orchestrades : ainsi, les musiciens réalisent le défi de monter le programme - conséquent - du concert en quelques jours. Le défi est double pour les orchestres "Création[s] d'un été", qui montent en même temps un second programme présenté au bout de trois jours à l'occasion de plusieurs concerts.
Les Orchestrades ont été annulées en 2012 "faute d'argent dans les caisses... Une décision crève-cœur pour la fondatrice Simone du Breuil."
Depuis le site web affiche une page blanche et aucune autre information n'est disponible.